# بدادی، پاکستان
بدادی (به انگلیسی: Bedadi) یک منطقهٔ مسکونی در پاکستان است که در خیبر پختونخوا واقع شده‌است. بدادی ۹۷۰ متر بالاتر از سطح دریا واقع شده‌است.